# 旅龍屬
旅龍（屬名：Vahiny，馬達加斯加語意為「旅行者」，也可意譯為旅者龍或直接音譯為瓦西尼龍）是一屬泰坦巨龍類恐龍，化石來自馬達加斯加西北部的前瓦拉諾組，年代為白堊紀末期馬斯垂克階。
模式種兼唯一種德氏旅龍（Vahiny depereti）最初於2014年由美國古生物學家克莉絲蒂娜·柯里·羅傑斯（Kristina Curry Rogers）和傑弗瑞·威爾森（Jeffrey A. Wilson）根據一個部分腦殼所敘述、命名。同一地層還存在另一種更普遍的泰坦巨龍類掠食龍，化石有數百個骨頭，包括許多部份骨骼及頭骨；其他物種如旅者龍就相對地非常罕見。
旅龍在腦殼特徵上從其他泰坦巨龍類中鑑別出來：包含基部結節、基翼突、副蝶骨、以及顱神經孔。旅者龍和掠食龍腦殼的差異表示牠們彼此沒有接近親緣關係。旅龍與同時代印度的耆那龍最相似，並和南美洲的穆耶恩龍和探索龍也有相似之處。